# ترهووه سوینی
ترهووه سوینی (به لاتین: Trhové Sviny) یک منطقهٔ مسکونی در جمهوری چک است که در شهرستان چسکه بودیوویتسه واقع شده‌است. ترهووه سوینی ۴٬۷۲۸ نفر جمعیت دارد.